# Wind-Up Records
Wind-Up Records ist ein Musiklabel in New York City, das 1997 von Alan und Diana Meltzer gegründet wurde, als diese Grass Records kauften. Der Vertrieb der Alben läuft in den USA über das Major-Label Sony Music, ansonsten über EMI. Die auf dem Label vertretenen Bands werden meist den Genres Metal, Rock und Alternative zugeordnet.
Wind-Ups bekannteste Künstler sind: Evanescence, Seether, Finger Eleven, Ben Moody und Creed, die maßgeblich zum Erfolg des Labels beitrugen.

## Künstler (Auswahl)
- 12 Stones
- Atomship
- Ben Moody
- Boysetsfire
- Breaking Point
- Creed
- Emily Osment
- Eric Dorrance
- Evanescence
- The Exit
- Finger Eleven
- Megan Mc Cauley
- Omnisoul
- People in Planes
- Pilot Speed
- Scott Stapp
- Seether
- Stars of Track and Field
- STEFY
- Strata
- Submersed